# Type Junsen A
Le Type Junsen A (巡潜甲型潜水艦, Junsen Kō-gata sensuikan) est un type de "croiseurs sous-marins" en service dans la marine impériale japonaise pendant la Seconde Guerre mondiale. Ces submersibles ont été conçus pour jouer le rôle de navires de commandement pour les escadrons de sous-marins.

## Variantes
Les sous-marins de Type A ont été divisés en quatre classes:
- Type-A (甲型（伊九型）, Kō-gata (I-9-gata)?)
- Type-A Mod.1 (甲型改一（伊十二型）, Kō-gata Kai-1 (I-12-gata)?)
- Type-A Mod.2 (甲型改二（伊十三型）, Kō-gata Kai-2 (I-13-gata)?)
- V21 Type (第5094号艦型, Dai-5094-Gō kan-gata, classe 5094e navire?). La classe de sous-marin "5094e navire" n’a pas été construite et est restée à l'état de conception.

### Type-A(classeI-9)

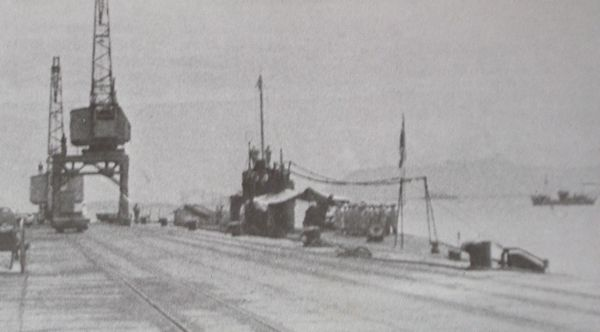
LI-10 à Penang en 1942.

Numéro de projet S35Ja. Leur conception était basée sur celle du Type Junsen III (classe I-7). Trois bateaux ont été construits en 1938-1942 dans le cadre des programmes Maru 3 (coques n ° 35 à 36) et Maru 4 (coque n ° 138).
| Numéro de coque | Nom  | Constructeur                            | Pose de la quille | Lancement  | Mise en service | Fait |
| 35              | I-9  | Arsenal naval de Kure                   | 25-01-1938        | 20-05-1939 | 13-02-1941      | Coulé par l'USS Frazier à Kiska (52° 08′ N, 177° 38′ E) le 13-06-1943.                                   |
| 36              | I-10 | Kawasaki Shipbuilding Corporation, Kobe | 07-06-1938        | 20-09-1939 | 31-10-1941      | Coulé par l'USS David W. Taylor et l'USS Riddle à l'est de Saipan (15° 26′ N, 147° 48′ E) le 04-07-1944. |
| 138             | I-11 | Kawasaki Shipbuilding Corporation, Kobe | 10-04-1940        | 28-02-1941 | 16-05-1942      | Perdu dans un accident ou coulé par une mine près de Funafuti en janvier 1944.                           |

### Type-A Mod.1(classeI-12)
Numéro de projet S35B. Cinq bateaux étaient prévus dans le cadre des programmes Maru Tsui (coques n ° 620 à 621) et Kai-Maru 5 (coques n ° 5091 à 5093). Ils étaient équipés de moteurs diesel moins puissants, ce qui réduisait leurs temps de construction. Un seul submersible, l'I-12, fut achevé conformément au projet d'origine. Les navires suivants furent convertis en une nouvelle sous-classe de sous-marins (classe I-13), car le nombre de navires de la classe I-400 fut réduit.
| Numéro de coque | Nom  | Constructeur                              | Pose de la quille | Lancement  | Mise en service | Fait                                                     |
| 620             | I-12 | Kawasaki Shipbuilding Corporation, Kobe   | 05-11-1942        | 03-08-1943 | 25-05-1944      | Coulé par le dragueur de mines USS Ardent le 13-11-1944. |
| 621             | I-13 | Kawasaki Shipbuilding Corporation, Kobe   | 04-02-1943        |            |                 | Converti en sous-classe I-13 en octobre 1943.            |
| 5091            | I-14 | Kawasaki Shipbuilding Corporation, Kobe   | 18-05-1943        |            |                 | Converti en sous-classe I-13 en octobre 1943.            |
| 5092            | I-15 | Kawasaki Shipbuilding Corporation, Senshū | 30-04-1943        |            |                 | Converti en sous-classe I-13 en octobre 1943.            |
| 5093            | I-1  | Kawasaki Shipbuilding Corporation, Senshū | 24-06-1943        |            |                 | Converti en sous-classe I-13 en octobre 1943.            |

### Type-A Mod.2(classeI-13)

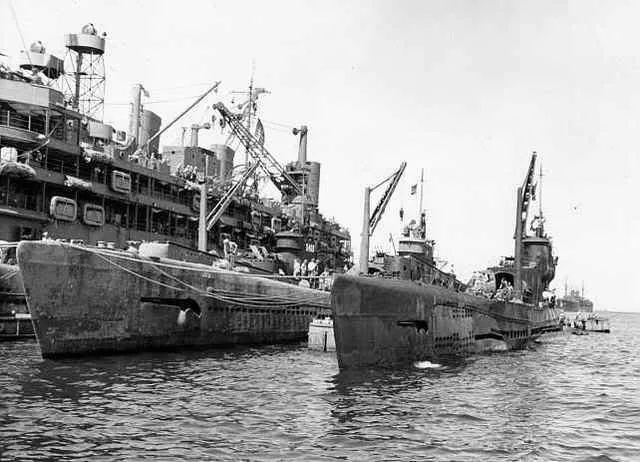
(De gauche à droite) les USS Proteus, I-400, I-401 et I-14, le 29 août 1945 à Yokosuka.

Numéro de projet S35C. Quatre bateaux étaient prévus dans le cadre des programmes Maru Tsui (coque n ° 621) et Kai-Maru 5 (coques n ° 5091 - 5093). Toutefois, quatre bateaux ont été convertis en une nouvelle classe de sous-marins (classe I-13), car un certain nombre de sous-marins de la classe I-400 ont été annulés. Ils avaient un grand hangar et étaient équipés de protubérances pour pouvoir utiliser 2 × bombardiers d’attaque spéciaux Aichi M6A1 Seiran.
| Numéro de coque | Nom  | Constructeur                                                                                           | Pose de la quille | Lancement  | Mise en service | Fait |
| 621             | I-13 | Kawasaki Shipbuilding Corporation, Kobe                                                                | 04-02-1943        | 30-11-1943 | 16-12-1944      | Coulé par les USS Lawrence C. Taylor, USS Robert F. Keller et un avion de l'USS Anzio au nord-est des îles Ogasawara le 16-07-1945. |
| 5091            | I-14 | Kawasaki Shipbuilding Corporation, Kobe                                                                | 18-05-1943        | 14-03-1944 | 14-03-1945      | Capturé par l'USS Murray le 27-08-1945, retiré du service le 15-09-1945, coulé comme cible dans les îles Hawaïennes le 28-05-1946.  |
| 5092            | I-15 | Kawasaki Shipbuilding Corporation, Senshū Kawasaki Shipbuilding Corporation, Kobe (après le lancement) | 30-04-1943        | 12-04-1944 |                 | Converti en sous-marin pétrolier en juin 1945 ; achevé à 90% ; démoli en 1945.                                                      |
| 5093            | I-1  | Kawasaki Shipbuilding Corporation, Kobe Kawasaki Shipbuilding Corporation, Senshū (après le lancement) | 24-06-1943        | 10-06-1944 |                 | Achevé à 70% ; coulé par un typhon le 18-09-1945 ; ultérieurement renfloué puis démoli.                                             |

### Type V21
Numéro de projet S48. Trois bateaux étaient prévus dans le cadre du programme Kai-Maru 5. Cependant, tous ont été annulés à la fin de 1943 au profit des sous-marins de Type E prévus pour 1945 mais jamais conçus.
| Numéro de coque | Nom | Constructeur | Pose de la quille | Lancement | Mise en service | Fait             |
| 5094 - 5096     |     |              |                   |           |                 | Annulés en 1943. |

## Caractéristiques
| Type                         | Type                         | Type-A (I-9) | Type-A Mod.1 (I-12) | Type-A Mod.2 (I-13) | Type V21                                                                                                   |
| Déplacement                  | Surface                      | 2 473 tonnes | 2 428 tonnes | 2 662 tonnes | 2 367 tonnes                                                                                               |
| Déplacement                  | Immersion                    | 4 217 tonnes | 4 239 tonnes | 4 838 tonnes | Inconnu |
| Longueur (hors-tout)         | Longueur (hors-tout)         | 113,70 mètres | 113,70 mètres | 113,70 mètres | 111,00 mètres (ligne de flottaison)                                                                        |
| Faisceau                     | Faisceau                     | 9,55 mètres | 9,55 mètres | 11,70 mètres | 9,82 mètres                                                                                                |
| Tirant d'eau                 | Tirant d'eau                 | 5,36 mètres | 5,36 mètres | 5,89 mètres | 5,50 mètres                                                                                                |
| Profondeur                   | Profondeur                   | 8,30 mètres | 8,30 mètres | 8,30 mètres | Inconnu |
| Centrale électrique et arbre | Centrale électrique et arbre | 2 × Kampon Mk. 2 Model 10 diesels 2 hélices                                                                                               | 2 × Kampon Mk. 22 Model 10 diesels 2 hélices                                                                                              | 2 × Kampon Mk. 22 Model 10 diesels 2 hélices                                                                                               | 2 × Kampon Mk. 2 Model 10 diesels 2 hélices                                                                |
| Puissance                    | Surface                      | 12 400 chevaux-vapeur | 4 700 chevaux-vapeur | 4 700 chevaux-vapeur | 11 000 chevaux-vapeur                                                                                      |
| Puissance                    | Immersion                    | 2 400 chevaux-vapeur | 1 200 chevaux-vapeur | 600 chevaux-vapeur | 2 400 chevaux-vapeur                                                                                       |
| Vitesse                      | Surface                      | 23,5 nœuds (44 km/h) | 17,7 nœuds (33 km/h) | 16,7 nœuds (31 km/h) | 22,4 nœuds (41 km/h)                                                                                       |
| Vitesse                      | Immersion                    | 8,0 nœuds (15 km/h) | 6,2 nœuds (11 km/h) | 5,5 nœuds (10 km/h) | 8,0 nœuds (15 km/h)                                                                                        |
| Rayon d'action               | Surface                      | 16 000 milles marins (29 600 km) à 16 nœuds (30 km/h)                                                                                     | 22 000 milles marins (40 700 km) à 16 nœuds (30 km/h)                                                                                     | 21 000 milles marins (38 900 km) à 16 nœuds (30 km/h)                                                                                      | 16 000 milles marins (29 600 km) à 16 nœuds (30 km/h)                                                      |
| Rayon d'action               | Immersion                    | 90 milles marins (200 km) à 3 nœuds (6 km/h)                                                                                              | 75 milles marins (100 km) à 3 nœuds (6 km/h)                                                                                              | 60 milles marins (100 km) à 3 nœuds (6 km/h)                                                                                               | 80 milles marins (100 km) à 3 nœuds (6 km/h)                                                               |
| Profondeur d'essai           | Profondeur d'essai           | 100 mètres | 100 mètres | 100 mètres | 100 mètres                                                                                                 |
| Carburant                    | Carburant                    | 878 tonnes | 917 tonnes | 917 tonnes | 880 tonnes                                                                                                 |
| Équipage                     | Équipage                     | 104 | 112 | 108 | Inconnu |
| Armement (initial)           | Armement (initial)           | • 6 × tubes lance-torpilles avant de 533 mm • 18 × torpilles Type 95 • 1 × canon de 14 cm/40 Type 11e année • 4 × canons de 25 mm Type 96 | • 6 × tubes lance-torpilles avant de 533 mm • 18 × torpilles Type 95 • 1 × canon de 14 cm/40 Type 11e année • 4 × canons de 25 mm Type 96 | • 6 × tubes lance-torpilles avant de 533 mm • 12 × torpilles Type 95 • 1 × canon de 14 cm/40 Type 11e année • 10 × canons de 25 mm Type 96 | • 6 × tubes lance-torpilles avant de 533 mm • 18 × torpilles • 1 × canon de 14 cm • 4 × canons de 25 mm AA |
| Avion et installations       | Avion et installations       | • Catapulte et hangar • 1 × hydravion Watanabe E9W1 Slim                                                                                  | • Catapulte et hangar • 1 × hydravion Yokosuka E14Y2 Glen                                                                                 | • Catapulte et hangar • 2 × hydravions à flotteurs Aichi M6A1 Seiran                                                                       | • Catapulte et hangar • 1 × hydravion à flotteurs                                                          |